# 1740 Paavo Nurmi
1740 Paavo Nurmi este un asteroid din centura principală, descoperit pe 18 octombrie 1939, de Yrjö Väisälä.